# Ludington
Ludington is een plaats (city) in de Amerikaanse staat Michigan, en valt bestuurlijk gezien onder Mason County.

## Demografie
Bij de volkstelling in 2000 werd het aantal inwoners vastgesteld op 8357.
In 2006 is het aantal inwoners door het United States Census Bureau geschat op 8450, een stijging van 93 (1.1%).

## Geografie
Volgens het United States Census Bureau beslaat de plaats een oppervlakte van
9,5 km², waarvan 8,7 km² land en 0,8 km² water. Ludington ligt op ongeveer 180 m boven zeeniveau.

## Plaatsen in de nabije omgeving
De onderstaande figuur toont nabijgelegen plaatsen in een straal van 28 km rond Ludington.